# Frauenbrunnen (Geistthal)

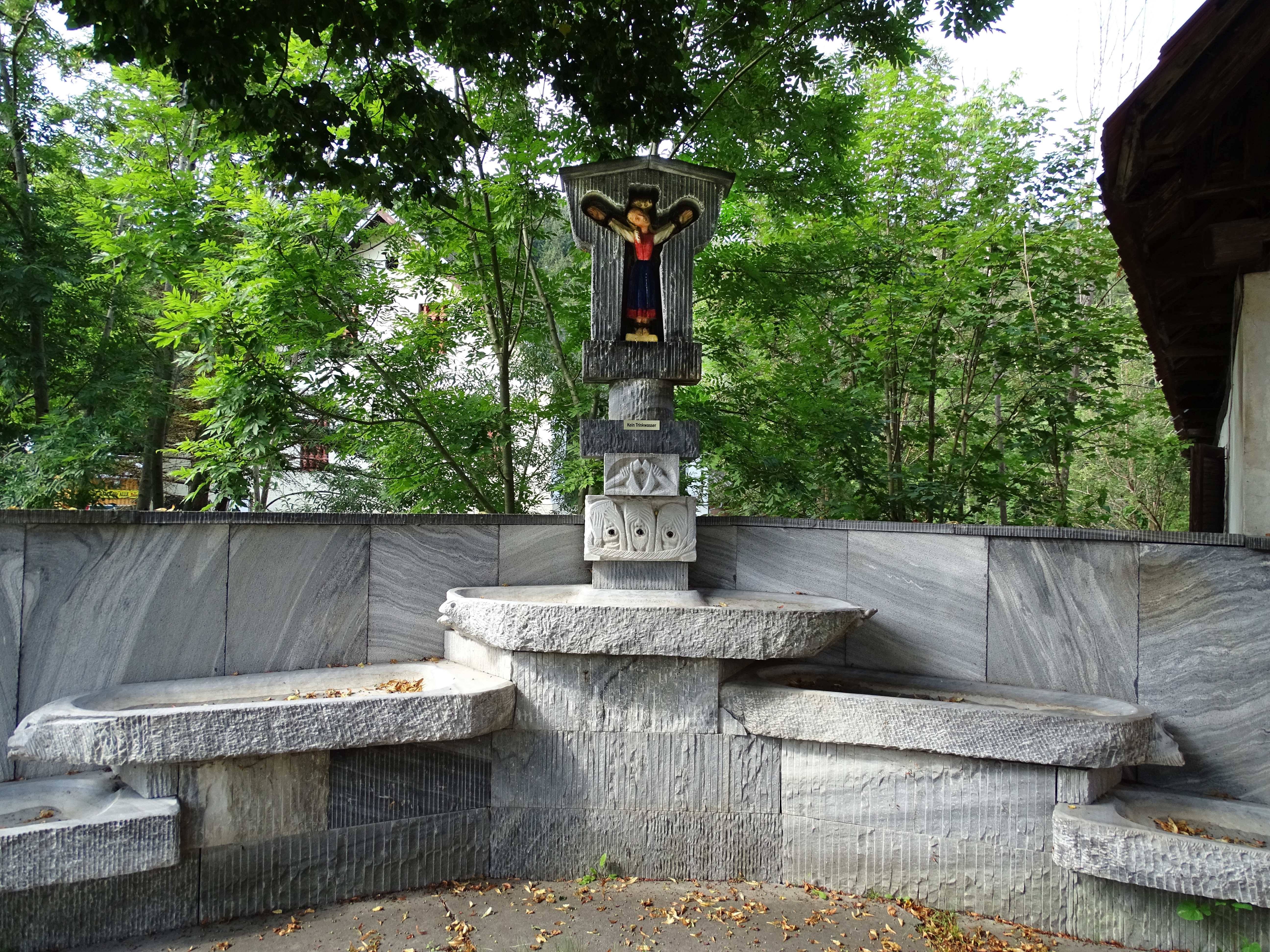
Herzstück des Frauenbrunnens mit der Volksheiligen Kümmernis

Der Frauenbrunnen oder Europabrunnen ist ein Dorfbrunnen in der Gemeinde Geistthal-Södingberg im österreichischen Bundesland Steiermark. Der von dem weststeirischen Bildhauer Alfred Schlosser umgesetzte und 2003 eröffnete Brunnen zeigt verschiedene Motive weiblicher Unterdrückung und ist dem Gedenken an die im 17. Jahrhundert als Hexe hingerichtete Martha Mosegger gewidmet.

## Standort
Der Frauenbrunnen steht im Dorf Geistthal, einem der beiden Hauptorte der Gemeinde Geistthal-Södingberg, in der nördlichen Weststeiermark. Er befindet sich im Ortszentrum an der Landesstraße 315 (Stübinggrabenstraße) rechts über dem Södingbach. Mit der Pfarrkirche und dem Buchhaus (Gasthof Kollmann) an der nördlichen Ortseinfahrt liegen zwei historische Gebäude in unmittelbarer Nähe. Der Brunnen steht im Hintergrund einer kleinen Grünanlage im Schatten einer Linde.

## Entstehung
Im Vorfeld seines Entstehens sorgte der Frauenbrunnen für Erregung in der Geistthaler Kommunalpolitik. Bürgermeister Manfred Feßl (SPÖ) reiste im Jänner 1999 mit einer Delegation nach Ungarn und Rumänien, um Wirtschaftskontakte zu knüpfen und erste Marmorblöcke für den geplanten Brunnenbau in Empfang zu nehmen. Weitere Blöcke sollten in Zusammenarbeit mit dem Voitsberger Bürgermeister aus Italien, Spanien, Frankreich und Portugal beschafft werden. In einem Flugblatt informierte Feßl die Bevölkerung über das Bauvorhaben mit internationaler Beteiligung, das ursprünglich als „europäischer Trachtenbrunnen“ eine Gedenkstätte für seinen verstorbenen Vorgänger Adolf Bäuchler sein sollte. Die ÖVP-Ortsvertretung kritisierte den Plan scharf und warf dem Gemeinderat Rechtsverstöße beim Beschluss des Brunnenbaus vor. Man habe das Projekt kostenwirksam mit 750.000 Schilling veranschlagt, ohne es vorher durch die Bezirkshauptmannschaft und die Naturschutzbehörde des Landes prüfen zu lassen.
Weil sich nicht jedes Material zur bildhauerischen Bearbeitung eignete, verwendete Alfred Schlosser während der dreijährigen Arbeit hauptsächlich regionale Steine – der Name Europabrunnen blieb dennoch bestehen. Ein weiteres Problem ergab sich bei der Wasserversorgung des Brunnens. Die ursprüngliche Idee, den Brunnen aus einem Behälter im direkt darunter verlaufenden Södingbach zu speisen, wurde nicht umgesetzt. Eine Versorgung aus der Ortswasserleitung, das heißt mit Trinkwasser, ist dagegen mit dem Wasserrecht nicht vereinbar. Infolge dieses Stillstandes sammelt sich in den Steinbecken regelmäßig Regenwasser.

## Beschreibung
Die gesamte Brunnenanlage erstreckt sich in einer leichten Rundung über etwa 20 Meter und besteht aus Kalkstein und Marmor aus Gradenberg und Salla. Bedeutendstes Merkmal sind zwölf farbig glasierte Steinzeugskulpturen, die – angefangen mit Hildegard von Bingen – verschiedene historische und symbolische Frauenfiguren zeigen. Alle Figuren tragen das sogenannte „Gleinalm-Dirndl“, eine lokale Tracht. Zwischen den in Nischen und Einbuchtungen untergebrachten Skulpturen stehen ausgewählte Texte, die an das Frauen widerfahrene Unrecht in Europa, vor allem während der Zeit der Hexenverfolgung, gemahnen sollen. Neben der Leidensfähigkeit werden auch positive Aspekte wie Heilkräfte und seelische Stärke der Frau thematisiert. Der eigentliche Brunnen besteht aus einer zentralen Säule mit drei Wasserspeiern und fünf flachen, handgemeißelten Wasserbecken, die auf drei Stufen angeordnet und jeweils durch figürliche Wasserspeier verbunden sind.
Die Anlage lässt sich grob in vier Themensegmente gliedern, die im Folgenden von links nach rechts (Süden nach Norden) beschrieben werden. Ein Zusammenfassungs- oder Erklärungstext befindet sich vom Rest abgewandt auf der Nordseite der Anlage.

### Naturverbundenheit
Das erste Segment widmet sich der Rolle der Frau als naturverbundenes Wesen. Als prominentes Beispiel dafür wird die von der römisch-katholischen Kirche als Heilige verehrte Mystikerin und Naturphilosophin Hildegard von Bingen dargestellt. Charakteristische Merkmale sind ihr Krummstab und die Bibel sowie die ihr zu Füßen wachsenden Blumen. Die zweite Skulptur zeigt drei Frauen mit Getreidegarben, Stoßbutterfass und einem Teller Obst, womit die typisch weiblichen Tätigkeiten des Erntens, Zubereitens und Verteilens dargestellt werden.
| Hildegard von Bingen | Er ist gelaufen Wie der schnelle Hirsch zum Quell Vom reinsten Wasser Der fließt aus Festem Gestein Und traenket süsse Kræuter die da Würzen Hildegard v. Bingen 1098–1179 | Drei Frauen | Glaube dem die Tür Versagt steigt Als Aberglaube Durchs Fenster |  |

### Hexerei und Märtyrertum
Zentrales Motiv der Anlage ist der Hexenprozess gegen die 104-jährige heil- und kräuterkundige Geistthaler Bäuerin Martha Mosegger. Diese musste dem Gericht während ihres Prozesses den Rücken zukehren und wurde am 9. Juli 1647 in Obervoitsberg vom Bannrichter Johann Andreas Barth zum Tode verurteilt. Sie wurde mit dem Schwert enthauptet und ihr toter Körper anschließend verbrannt. Über der Brunnensäule prangt eine Darstellung der fiktiven Volksheiligen Kümmernis, von der sich eine Plastik im Buchhaus, einem ehemaligen Amtshaus des Stiftes Rein, befindet. Die nächste Skulptur zeigt die ebenfalls heilige Johanna von Orléans auf dem Scheiterhaufen.
| Mit aller Strenge war diese Weibs malefiz Person dazu ver- halten worden den hohen Herren Vom Gerichte den Rücken zuzukehren Denn obwohl diese geweihtes Salz Und Weihrauch bei sich trugen Fürchteten sie den bösen Blick Ihres in Ketten gefesselten Opfers. | Martha Mosegger | Kümmernis | Und erkhent Dass diese Weibs malefiz Person Nampens Martha Moseggerin Aus Geissthal Wögen ihrer Großen Begangnen Sint – Das Löben Verwirgkht Und den Tod Verschult hat Obervoitsberg Am 9. Juli 1647 | Johanna von Orléans |

### Krieg und Unterdrückung
Die nächsten drei Figuren stehen für die Rolle der Frau in Konflikten und Kriegen. Die ersten beiden stellen Allegorien auf den Krieg dar – zunächst eine Frau, die einen Konflikt zwischen zwei mit Schwertern bewaffneten „Streithähnen“ schlichtet, dann eine Frau, die eine Granate schultert, womit darauf angespielt wird, dass Frauen traditionell die Hauptlast des Krieges (Tod von Angehörigen, Verwüstung und Hunger) tragen. Die folgende Skulptur steht sinnbildlich für die Erniedrigung der Frau durch Folter und Vergewaltigung.
| Streitschlichende Frau | Die Folterungen die bei uns christen gebrauch seind grausamer denn der tod – viele menschen so lieber sterben denn laenger gemartert werden wollen bekennen erdichtete verbrechen so sie niemals begangen Friedrich von Spee 1591–1635 | Trümmerfrau | Trotz allem Glaube ich An das Gute Im Menschen Anne Frank 1929–1945 | Unterdrückte Frau |

### Erlösung und Frieden
Das letzte Segment der Anlage widmet sich positiveren Aspekten. Zuerst ist Lucia von Syrakus mit der für sie charakteristischen Kerze zu sehen, wie sie einem Heuchler die Maske vom Gesicht reißt. Schließlich steht eine Gruppe von drei tanzenden Frauen für ein erhofftes Ende von Leid und Unterdrückung.
| Heilige Lucia | Die Strahlen der Sonne vertreiben die Nacht zernichten der Heuchler erschlichene Macht Schikaneder 1791 | Tanzende Frauen | Wenn Gott uns Heimführt Wir werden Tanzen und Fröhlich sein Dann wird er Lösen die Fesseln Wir werden Uns freuen Wie Schnitter Beim Ernten Das wird ein Fest sein Ein Fest Ohne Ende Martin Gutl 1942–1994 |

### Erklärungstext
| Unterdrückte Frau | In Erinnerung an die hundertjährige Heil und Kräuterkundige Bäuerin Martha Moseggerin Aus Geistthal die wie unzählige Frauen in Europa der geistigen Seuche des Spätmittel alters ausgelöst durch Magie und Teufelsangst zum Opfer fiel Eine äusßerst mangelhafte Seelsorge Führte dazu dass wahrer Christenglaube einem Grauenhaften Aberglauben weichen musste Geistthal im Jahre 2003 Der Gemeinderat Unter Bürgermeister Manfred Fessl |

1. ↑  Die von Schlosser gemeißelten Großbuchstabenreliefs legen keinen Wert auf Interpunktion.